# Can Misseret
Can Misseret és una casa historicista de Sort (Pallars Sobirà) inclosa a l'Inventari del Patrimoni Arquitectònic de Catalunya.

## Descripció
Edifici de planta rectangular molt allargada amb ampla façana a llevant que te vistes sobre la Plaça Major. Es troba constituïda per la planta baixa i dos pisos. La coberta, de teula àrab, és a una sola vessant amb pendent a la façana, protegida per un petit ràfec.
En aquesta façana s'obren a peu ple quatre grans portals amb dues arquivoltes en degradació, que formen un arc apuntat descansant sobre impostes de temàtica vegetal. En el primer pis i damunt del mateix de la porta principal apareix un doble balcó. En el segon pis es repeteix la mateixa disposició se bé les obertures són de menors dimensions. Tots els balcons s'adornen amb guardapols calats.